# Гринпойнт-авеню (линия Кросстаун, Ай-эн-ди)
|   |   |   |   |
| · | · | · | · |

|   |   |   |   |
| · | · | · | · |

«Гринпойнт-авеню» (англ. Greenpoint Avenue) — станция Нью-Йоркского метрополитена, расположенная на линии Кросстаун, Ай-эн-ди. Станция находится на пересечении Гринпойнт-авеню и Манхеттен-авеню в округе Гринпойнт, Бруклин. На станции останавливается маршрут G (круглосуточно). Станция является самой северной на IND Crosstown Line в Бруклине. Севернее Greenpoint Avenue пути идут под эстуарием Ньютаун-Крик и выходят уже в Куинсе в округе Лонг-Айленд-Сити.

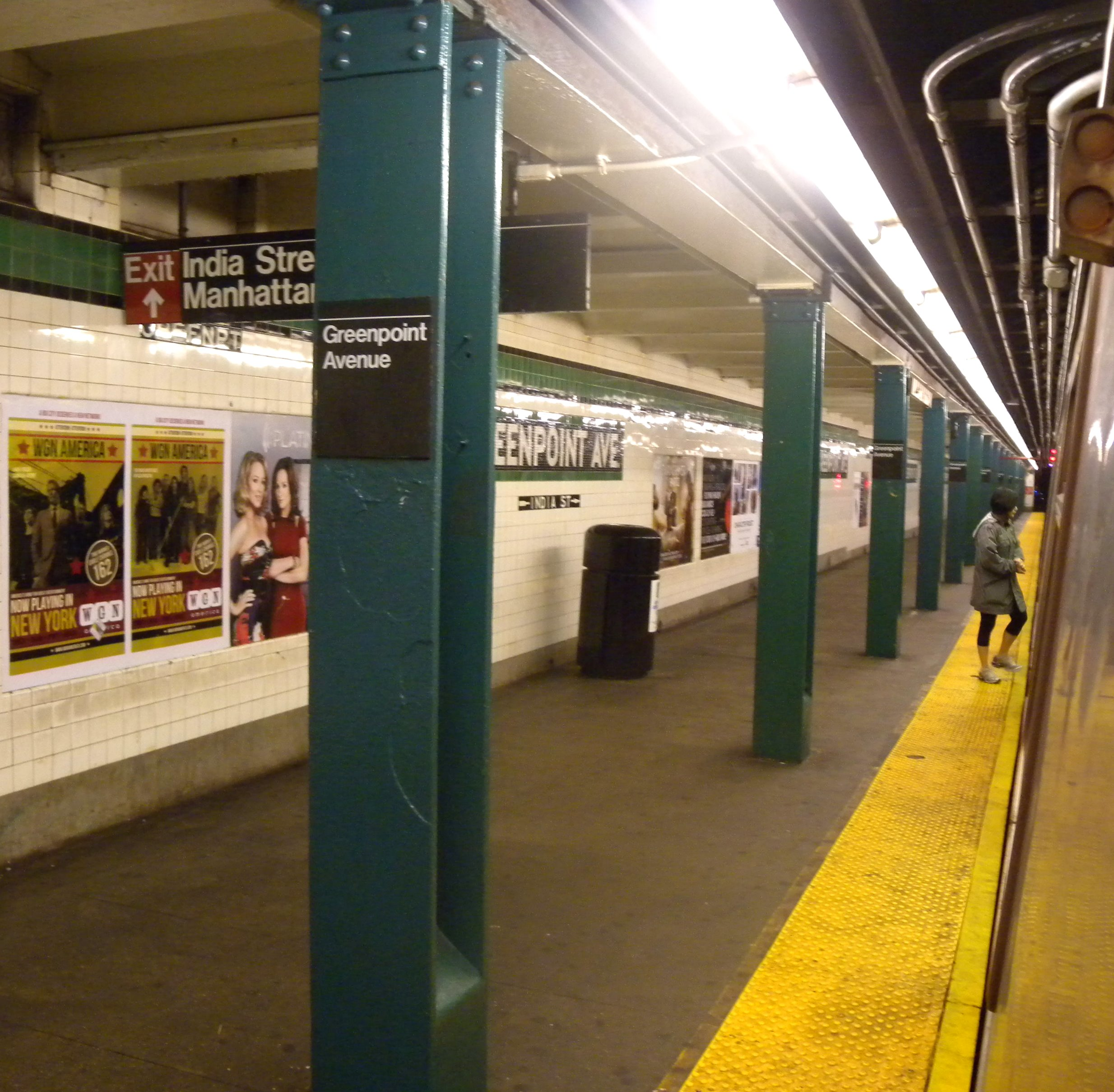
Платформа южного направления (на Church Avenue)

Станция была открыта 19 августа 1933 года в составе первой очереди IND Crosstown Line (от Queens Plaza до Nassau Avenue).
Станция представлена двумя боковыми платформами и двумя путями между ними. Стены покрыты белой плиткой с типичной для этой линии тёмно-зелёной линией. Также имеются мозаики с названием станции. Колонны станции окрашены в зелёный цвет, и на них также имеется название станции в виде чёрных табличек.
Круглосуточный выход со станции находится в южном её конце. Над станцией имеется мезонин во всю её длину. Из мезонина выходят три лестницы во все углы перекрёстка Манхеттен-авеню и Гринпойнт-авеню, кроме северо-восточного. Оформление мезонина составляют мозаики с направлениями, на которых написано «Brooklyn» и «L. I. City and Jamaica», а также зелёные, как и на платформах, колонны. В северных концах обеих платформ имеются полноростовые турникеты, работающие только на выход пассажиров.